# H system
H system - system (zaproponowany przez Ludwika Zamenhofa) zapisu liter esperanckich posiadających daszek. Polega na zamianie litery z daszkiem na dwuznak: litera bez daszka i h. Stosowany jest w przypadku braku odpowiedniej czcionki.
Jest mniej popularny od x systemu, ale jest systemem zgodnym z Fundamento de Esperanto. 
| Litera z daszkiem | Zapis w h-systemie |
| ----------------- | ------------------ |
| ĉ                 | ch                 |
| ĝ                 | gh                 |
| ĥ                 | hh                 |
| ĵ                 | jh                 |
| ŝ                 | sh                 |
| ŭ                 | u(*)               |

(*) W tym systemie, au/eu oznacza aŭ/eŭ, więc nie trzeba pisać "uh"